# 令和島

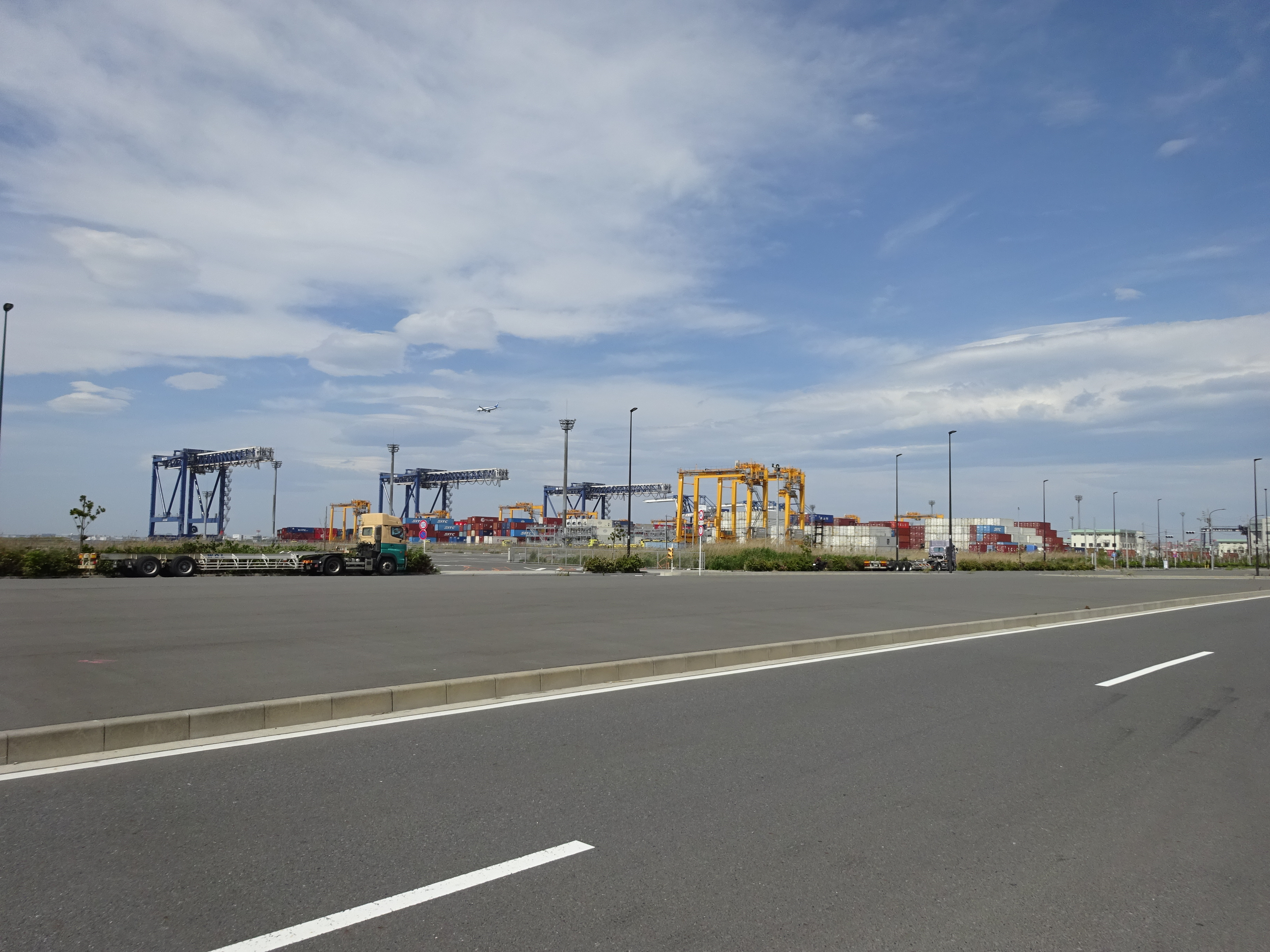
島内（2023年5月）

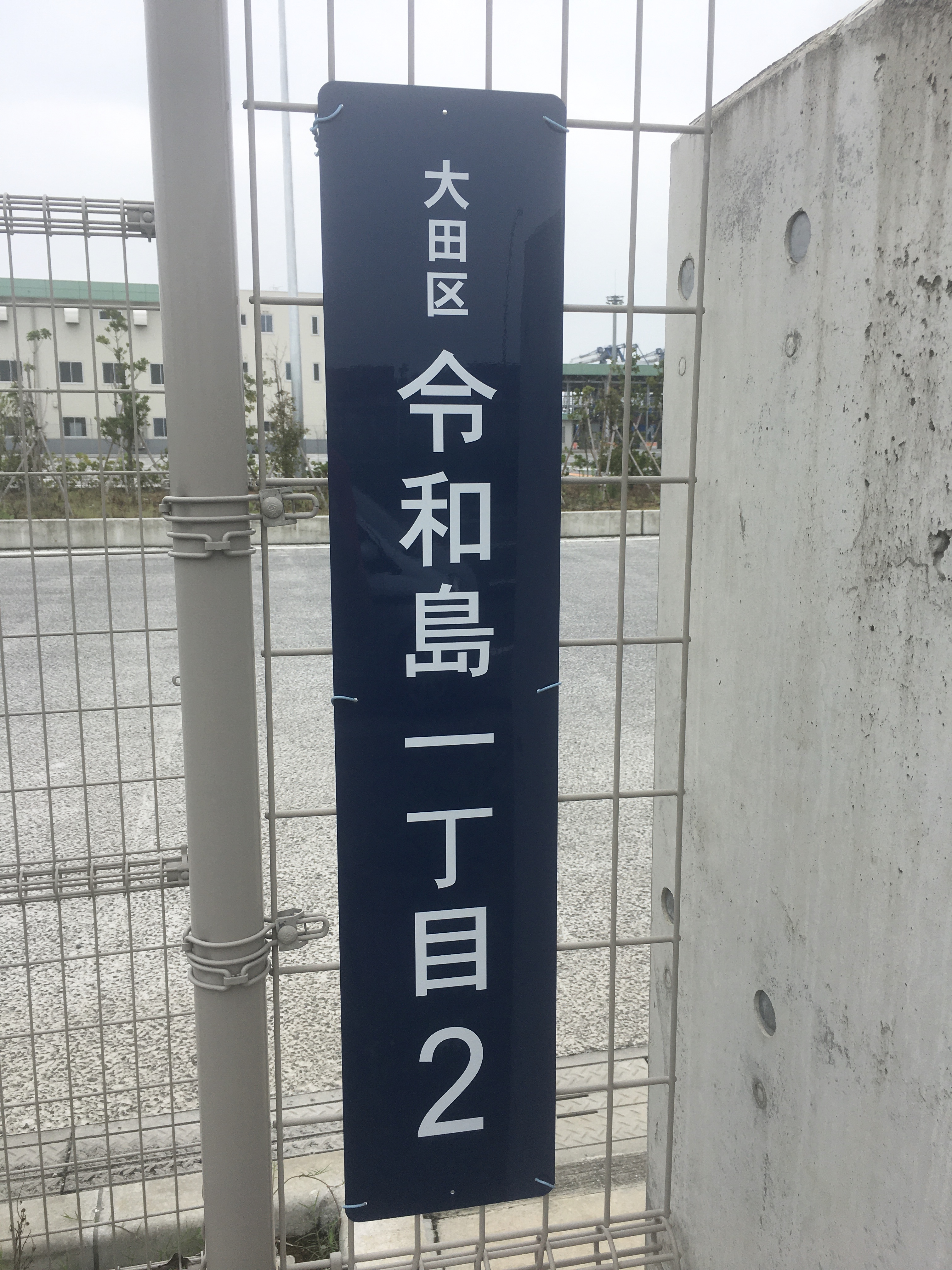
令和島一丁目内に設置されている街区表示板

令和島（れいわじま）は、東京都大田区の町名。現行行政地名は令和島一丁目から令和島二丁目。面積は1.03km2。
中央防波堤埋立地のうち中央防波堤より南側の敷地の西部（中央防波堤外側埋立地その1）に位置する。
東京港の浚渫工事で出た海底の土砂や建設発生土等を投下してできた埋立地である。

## 概説
大田区の北東部に位置し臨海トンネルを介して南西の城南島と結ばれている。南部に、羽田空港を望む。また、北部の東京港臨海道路が江東区との区境となっており、東部も新海面処分場Aブロック（帰属未定）を挟んで江東区と隣接する（ただし、埋立工事が一部未竣工な事から、令和島と隣接する部分には当面町名は設定されない）。
地域の大半が埠頭用地である。東京港コンテナ埠頭の機能強化を図り、東京港の混雑を解消させるため、整備を進めている東京港で最も新しい中央防波堤外側コンテナ埠頭が所在しており、2020年6月現在も拡張中である。

## 歴史

### 地名の由来
2019年に中央防波堤埋立地の帰属問題が決着したことから、大田区に編入される区域の町名案について同年12月17日より2020年1月31日まで一般公募を実施し、532件の案の中から選出された。大田区では、歴史的沿革を持ち、令和への改元の年に帰属が決まったことや次世代への輝く未来を象徴する名称であること、さらに同区臨海部にある平和島や昭和島などとも一体感があり覚えやすいことを選定理由に挙げている。
「令和」を含む地名は令和島が全国初とされている。

### 沿革
- 2020年（令和2年）6月1日 - 令和島一丁目・令和島二丁目新設[9][10]。併せて住居表示実施[11]。

### 町名の変遷
| 実施後       | 実施年月日   | 実施前（各町名ともその一部） |
| ------------ | ------------ | --- |
| 令和島一丁目 | 2020年6月1日 | 江東区青海三丁目南側地先中央防波堤外側公有水面（中央防波堤外側埋立地その1第1工区）（区画C2）の埋立地の一部、江東区青海三丁目南側地先中央防波堤外側公有水面（中央防波堤外側埋立地第2工区A区）の埋立地の一部 |
| 令和島二丁目 | 2020年6月1日 | 江東区青海三丁目南側地先中央防波堤外側公有水面（中央防波堤外側埋立地その1第1工区）（区画C2）の埋立地の一部、江東区青海三丁目南側地先中央防波堤外側公有水面（中央防波堤外側埋立地第2工区A区）の埋立地の一部 |

## その他

### 日本郵便
- 郵便番号 : 135-0093[2]（集配局 : 晴海郵便局[12]）。